# Sangre fría (serie de televisión)
Sangre fría fue una miniserie de 2004 emitida por la cadena de Telefe, producida por Ideas del Sur y protagonizada por Mariano Martínez, Juana Viale, Nicolas Pauls, Alejo Ortiz y Dolores Fonzi. El programa se grabó en los majestuosos e imponentes paisajes de Villa La Angostura.

## Sinopsis
Una antigua casona, ubicada en medio de un paisaje agreste y nevado ubicado en la Patagonia argentina, es la sede universitaria en donde se realiza anualmente un clásico certamen de jóvenes brillantes. Tres años atrás, una de sus alumnas desapareció de una manera misteriosa. Nunca volvió a ser encontrada, ni siquiera su cuerpo. La tragedia forzó a las autoridades a cerrar el programa. La prensa amarilla se encargó de dar forma a los hechos y la leyenda que dejó Laura quedó instalada en el imaginario popular. Cuando la historia de esta miniserie comienza, el certamen reabre, y nuevas muertes sangrientas ocurren entre los alumnos. La leyenda de la alumna desaparecida vuelve a poner en peligro la continuidad del concurso, pero alguien decide investigar mientras las muertes suceden.
Gaston Pauls y Julieta Cardinali (emulando a Drew Barrymore en Scream) tuvieron el rol de ser las primeras víctimas de la serie, dando vida a dos mochileros en plena lluvia que buscan resguardo en la universidad abandonada. Luego de entrar, él se separa para investigar el orígen de unos ruidos extraños. Pasan los minutos, ella se impacienta y sale a buscarlo en la oscuridad, al resplandor de un relámpago encontrando solo su cabeza decapitada, sale corriendo, se choca con alguien, grita en primer plano y comienzan los títulos del programa.
El primer capítulo termina con una muerte en un hospital, homenajeando a la película Halloween, de la cual toma la música para la escena de persecución por los pasillos del hospital.
Durante el trascurso de la serie, esta pasó de ser un slasher simple (asesino con cuchillo) a los últimos capítulos donde el oscuro toma forma (una entidad maligna tal como el falso Dios de los chicos del maíz). 
La muerte casi al final de la serie del personaje que componía el actor Alejo Ortiz fue de las más inentendibles de la producción, donde el actor es forzado por las fuerzas malignas a autogolpearse contra toda su casa rodante hasta salir despedido de esta, todo ensangrentado y muerto (explicado así, se entiende, pero tienen que ver la escena y sacar sus propias conclusiones).
El elenco es  mixto entre caras televisivas, muchas salidas de la tira Verano del 98 y actores de cine independiente como Moro Anghileri.
Si bien la serie era de terror, la baja de audiencia (o poco índice de audiencia) generó una reescrituracion del guion con incorporación de escenas eróticas a cargo del modelo Christian Sancho.
Analia Couceyro (actriz de cine y teatro) interpreta a la asesina y hermana difunta del personaje de Mariano Martinez. Según palabras del hermano en personaje: "Era la mas inteligente y la mas hermosa". 
Alejandro Fiore (actor que era "Lampone" en los simuladores) es poseído por el oscuro en el transcurso de Sangre Fría, y en el capítulo final es el villano principal a vencer. 

### Parodia
Este fue un producto de la productora Ideas del Sur, propiedad de Marcelo Tinelli, este en su programa El Show de VideoMatch hizo una parodia donde Carolina Papaleo y José María Listorti invitaban a famosas a protagonizar Sangre Fría, pero era en realidad era una cámara oculta donde solo se burlaban de las invitadas por no ser actrices y terminaban con Listorti desnudo frente a las víctimas, es recordada la broma a Natalia Fava (exGran Hermano), porque llorando le contestó "callate enana" a Carolina Papaleo. 
Los capítulos están disponibles en algunos portales de videos en internet, así como en sitios oficiales del canal que la transmitió originalmente.

## Elenco
- Mariano Martinez como Matías Velasco.
- Dolores Fonzi como Renata Ocampo.
- Nicolás Pauls como Nahuel.
- Juana Viale como Irina Bustamante.
- Alejo Ortiz como Gerardo Morales.

La presentación de:
- Marina Glezer como Eva Olivera .
- Lucas Crespi como Lucas.
- Analia Couceyro como Laura Olivera.
- Moro Anghileri como Josefina Del Prado.
- Gabriela Bo como Lara Mercadero.
- Nicolás Mateo como Alumno.
- Roberto Jones como Tomas Rawson.
- Christian Sancho como Gabriel.
- Diego Topa como Franco Rossi.
- Julieta Zylberberg como Lea Aguirre.
- Nahuel Pérez Biscayart como Iván Brionte.
- Mimí Ardú como Marga De Rawson.
- Maximiliano Ghione como Julián Lombardo.
- Julián Krakov como Eduardo Urquijo.
- Pablo Cura como Gonzalo.
- Javier van de Couter como Santiago.

Participaciones especiales
- Mirta Busnelli como Lucy " Loca del pueblo ".
- Gastón Pauls como Leo " Mochilero ".
- Julieta Cardinali como Mochilera.
- Nacha Guevara como Madre de Eva.
- Martín Adjemián como Comisario Marconi.
- Alejandro Fiore como Inspector Muñoz.

- Datos: Q5850339